# Toonami
Toonami (тунами) — телевизионный блок (ранее телеканал), посвящённый американской и японской анимации. Большую часть эфира занимает аниме. В данный момент является частью ночного блока на Cartoon Network – Adult Swim.

## История
Бренд был создан Шоном Акинсом и Джейсоном Демарко, произведён компанией Williams Street. 
Впервые вышел в эфир 17 марта 1997 года как программный блок на телеканале Cartoon Network. Вещал до 20 сентября 2008 года, после чего был закрыт. 26 мая 2012 года вернулся в эфир на телеканале Adult Swim. 
С 17 марта 1997 года по 26 мая 2008 года представлял из себя дневной и вечерний блок на телеканале Cartoon Network, нацеленный на подростков в возрасте от 12 до 15 лет. С 26 мая вернулся на Adult Swim уже с ориентацией на взрослого зрителя. 
С 2012 года существует отдельный телеканал Toonami, осуществляющий вещание только на территории Азии. Позже аналогичные каналы были запущены в Индии (в 2015 году), во Франции (в 2016 году) и в Африке (в 2017 году). 

### Происхождение названия
Название Toonami — словослияние от японского слова "tsunami" (цунами) и английского "cartoon" (мультфильм). Буквально название можно трактовать как "волна мультфильмов".

## Контент
Большую часть эфира составляет аниме и американские мультфильмы. Сериалы показываются с 11 часов вечера до 3 часов ночи, далее (до переключения на Cartoon Network) идут повторы ранее показанных передач.